# Selišči (Čudovskij rajon)
Selišči è un centro abitato della Russia.